# NGC 2905
NGC 2905 — яркая область звездообразования, скопление молодых звёзд, находящееся в близкой к нам спиральной галактике NGC 2903 у северного конца перемычки и ассоциированное с эмиссионной HII-областью. Находится в созвездии Лев. Открыта Уильямом Гершелем 16 ноября 1784 года вместе с содержащей её галактикой.
Этот объект входит в число перечисленных в оригинальной редакции «Нового общего каталога».